# 本迪布焦區
本迪布焦區是非洲中部國家烏干達的111個區之一，由西部區負責管轄，首府是本迪布焦，西面與鄰國剛果民主共和國接壤，主要的經濟產業有自給農業和畜牧業，2010年人口估計為217,500。
本区是本迪布焦埃博拉病毒和布尼亚姆韦拉病毒（布尼亚病毒目）的发现地。

## 外部連結
- Bundibugyo District Information Portal

00°43′N 30°04′E / 0.717°N 30.067°E